# Eristalis parens
Eristalis parens är en tvåvingeart som beskrevs av Jacques-Marie-Frangile Bigot 1880. Eristalis parens ingår i släktet slamflugor, och familjen blomflugor. Inga underarter finns listade i Catalogue of Life.